# Château de Banne
Ne doit pas être confondu avec Château de Bannes.
Les ruines  du château de Banne sont situées sur la commune de Banne dans le département de l'Ardèche. Ce château, qui ne présente aujourd'hui que des ruines, était un des plus forts et des plus opulents du Moyen Âge.

## Historique
Cet ancien castrum fut, au XIe siècle, la propriété des de Châteauneuf, puis de la famille de Joyeuse.
Depuis le XVe siècle, il est la propriété de la famille de Beauvoir du Roure et le restera jusqu'à la Révolution. Il joua un rôle important lors des Camps de Jalès.
Détruit par les flammes le 12 juillet 1792, il sera vendu par son propriétaire à un négociant des Vans qui l'utilisa comme carrière.

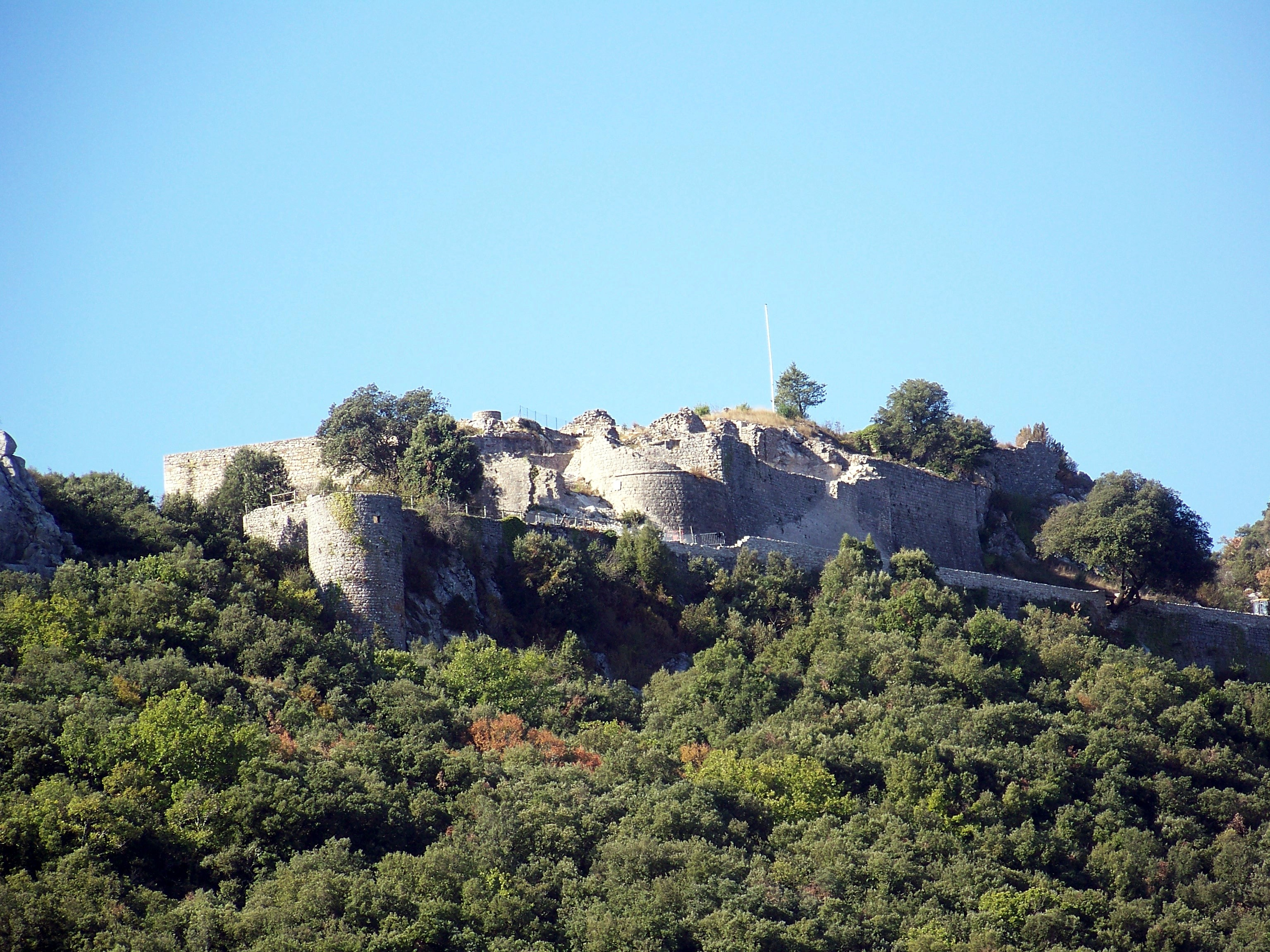
Ruines du Chateau de Banne

## Architecture
Aujourd'hui un chemin escarpé conduit à une plateforme dominant la plaine de Jalès.
Seuls subsistent des murs, un bel escalier et des écuries.

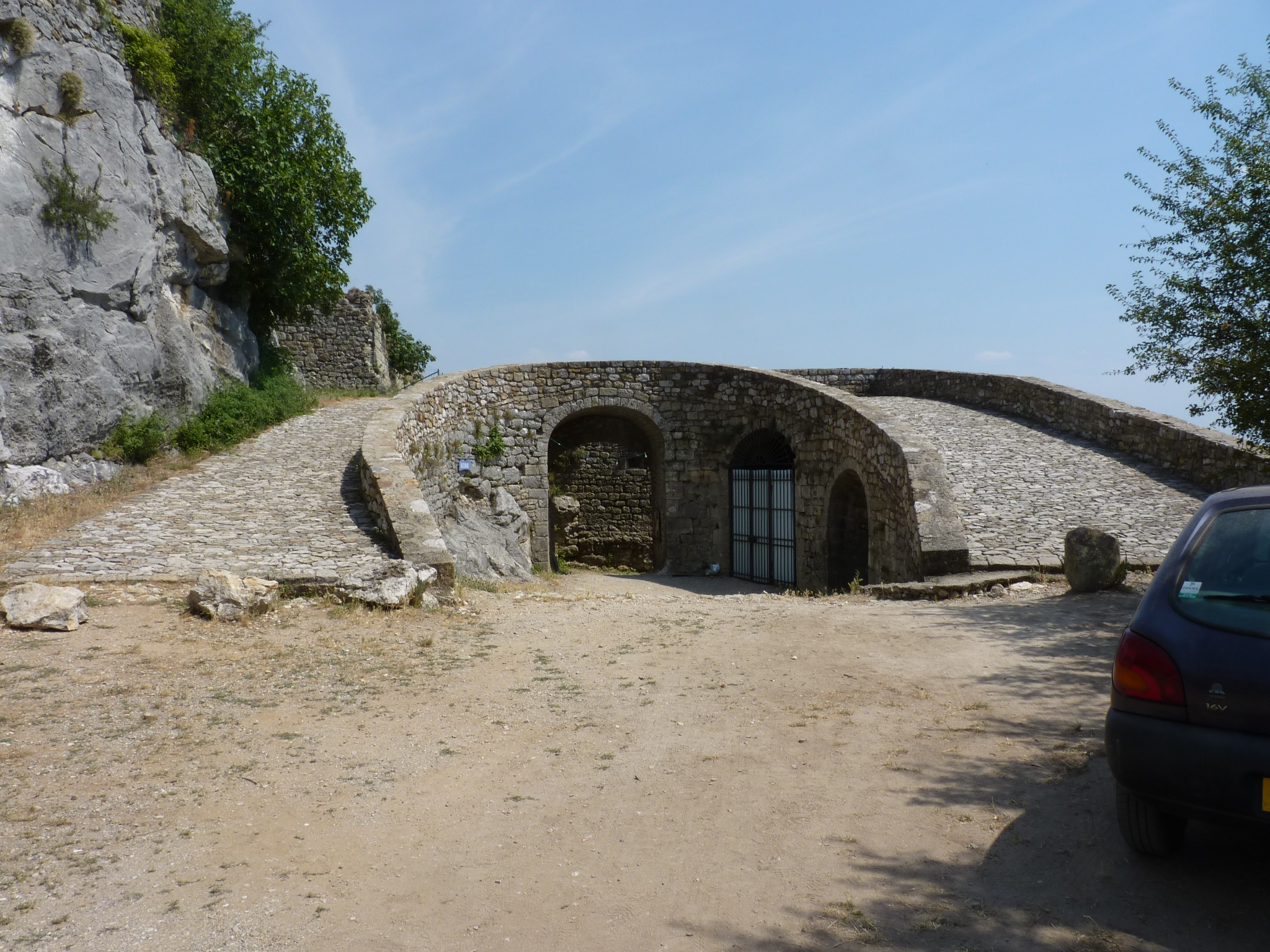
l'escalier des écuries.
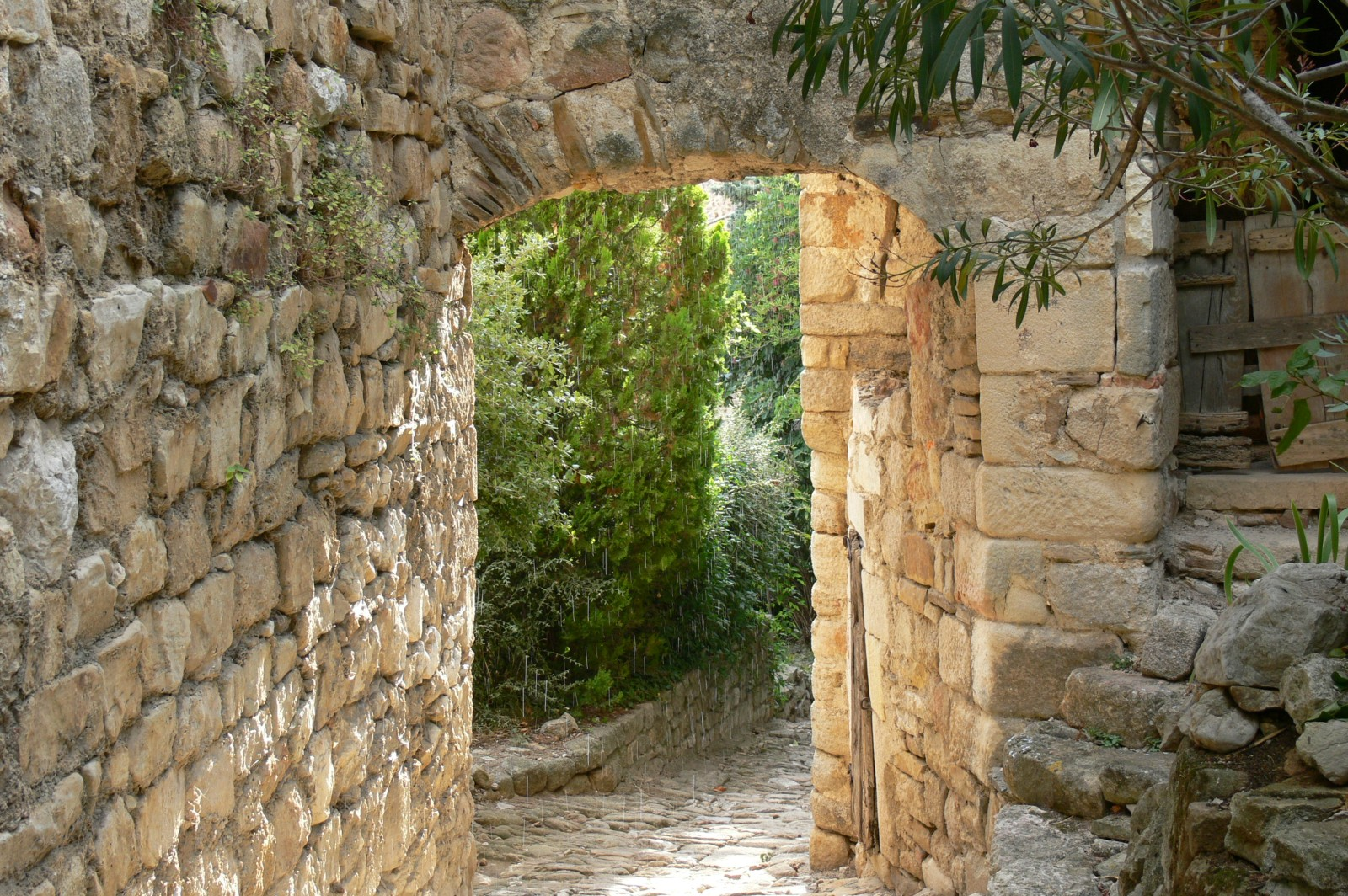
vieille rue.
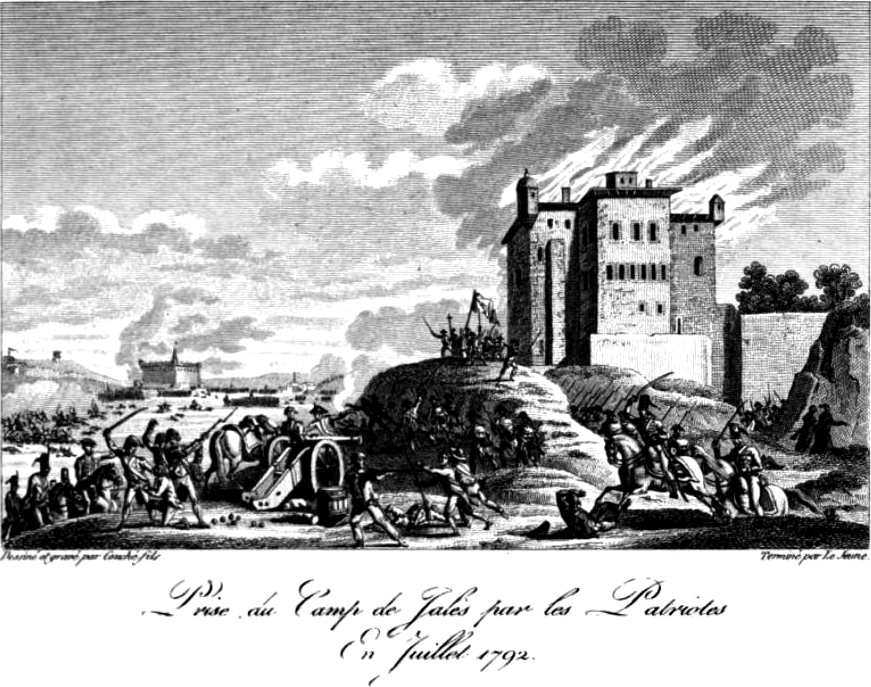
Destruction du Château le douze Juillet 1792.
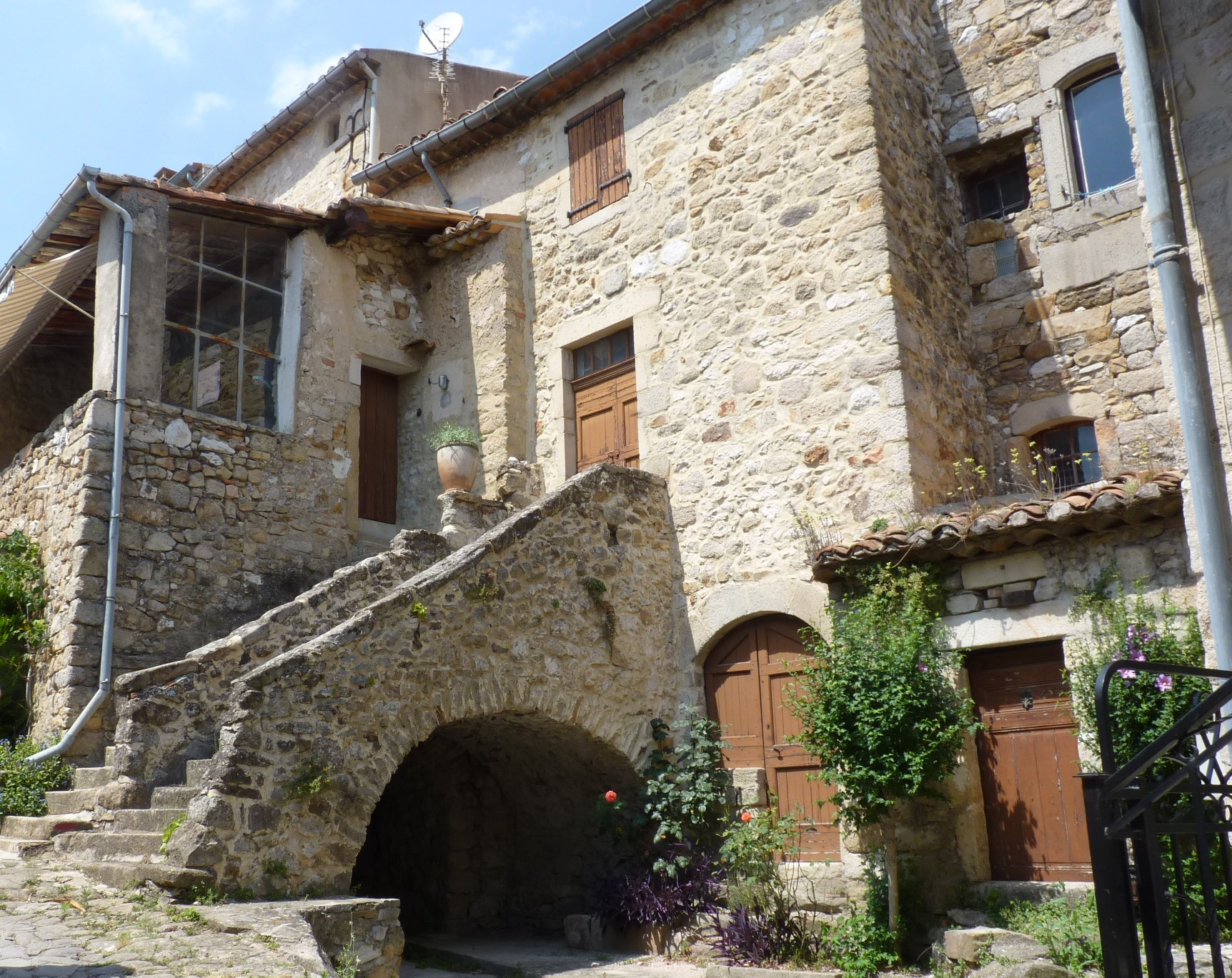
Vieille ville.